# (90712) Wittelsbach
(90712) Wittelsbach (1990 TE13) – planetoida z grupy pasa głównego asteroid okrążająca Słońce w ciągu 4,59 lat w średniej odległości 2,76 j.a. Odkryta 12 października 1990 roku.